# جزيرة يابن
جزيرة يابن هي إحدى جزر بياك وهي مجموعة جزر تقع مقابل خليج طائر الجنة شمال جزيرة غينيا الجديدة وتتبع مقاطعة بابوا في إندونيسيا.
يفصل مضيق يابن الجزيرة عن بقية جزر بياك في الشمال. فهي تقع في خليج طائر الجنة. ويفصل مضيق ميوس نوم جزيرة يابن عن جزيرة ميوس نوم وجزيرة كورودو الشرقية الواقعين غربها. جزر أمباي المنتشرة في خليج طائر الجنة تقع مباشرة جنوب شرق الجزيرة، أما جزيرة كوران فتقع جنوب غربها.